# Дур-Оттун
Дур-Отту́н (Дар-Оттун) — невеликий острів в Червоному морі в архіпелазі Дахлак, належить Еритреї, адміністративно відноситься до району Дахлак регіону Семіен-Кей-Бахрі.

## Географія
Розташований на північний захід від острова Дахлак. Має компактну трикутну форму з основою на півдні. Довжина 2 км, ширина в основі 1,8 км. Острів облямований піщаними мілинами та кораловими рифами.